# Lateralita
Lateralita je definována jako „přednostní užívání jednoho z párových orgánů pohybových či smyslových“. Laicky se lateralita zobecňuje pouze na dominanci pravé či levé ruky, ale hodnocena je v šesti dimenzích.

## Dimenze laterality
Rozlišují se tyto dimenze laterality:[zdroj?]
- Rukovost
- Nohovost
- Okovost
- Uchovost
- Točivost
- Zatáčivost

Hodnotíme-li lateralitu pouze z hlediska dominance ruky, nachází se v české společnosti 90 % praváků, asi 10 % leváků a 1 % populace zůstává po celý život nevyhraněno.[zdroj?] V takovém případě hovoříme o ambidextrii.[zdroj?] Je však třeba také rozlišit, zda se opravdu jedná o ambidextrii, či pouze zkříženou lateralitu.[zdroj?] Za příklad tzv. zkřížené laterality můžeme považovat například člověka s dominantním levým okem, avšak zároveň dominantní pravou rukou. Počet lidí s takto zkříženou lateralitou je mnohonásobně vyšší (odhaduje se téměř 25 %), než těch naprosto nevyhraněných, tedy ambidextrů.
V posledních letech se ve stále více vědeckých studiích prokazuje, že praváků a leváků je v populaci přibližně 50% a 50%. Vzhledem k pravácky nastavené společnosti nežije svoji leváctví přibližně 35-40% lidí.
Nežitá přirozená lateralita způsobuje postupně mnoho potíží nejen dětem (s učením, čtením, psaním, mluvením, šikanou atd.) ale v dospělosti vede k mnoha psychickým a emočním potížím (nízká sebedůvěra, neschopnost nastavit si hranice, únava, opakované počítání, potřeba mít věci pod kontrolou atd.) https://spravnalateralita.cz/priznaky-a-projevy-nespravne-laterality/

## Obourukost vs. ambidextrie
Typickým příkladem obourukého člověka může být jedinec, který byl v mládí přeučován na praváka. Například Josef Lada byl jako malý učen psát pravou rukou a byl přesvědčen, že je pravákem. Avšak dříví sekal vždy levou rukou a pravou rukou si ani nedokázal namazat chleba. K rozvoji obourukosti však člověk ani přeučováním nemusí projít. Často stačí mít několik týdnů dominantní ruku indisponovanou, například v důsledku zlomeniny.[zdroj?]
Ambidextrie je považována za jakýsi dokonalejší stupeň obourukosti.[zdroj?] Je to jakási stejně dokonalá obratnost pravé i levé ruky.[zdroj?] (Samozřejmě, z hlediska dimenzí laterality, jedná se i o stejně dokonalou obratnost nohy či oka.) Jedná se o vrozenou dispozici, k jejímuž rozvinutí dochází v drtivé většině případů u leváků. Mezi známé ambidextry patří Leonardo da Vinci nebo Michelangelo.

## Vývoj
Vývoj laterality lze pozorovat už ve 12.–27. týdnu vývoje plodu.[zdroj?] Přibližná převaha jedné končetiny se u dětí začíná postupně projevovat kolem prvního roku a od čtvrtého roku začíná její vyhraňování naplno.[zdroj?] Tato diferenciace by měla být dokončena do dvanácti let,[zdroj?] ale vyžadována je již při nástupu do školy nejen z toho důvodu, že pro pedagogy je velice problematické vyučovat dítě, které se stále nemůže rozhodnout, kterou rukou bude psát. Rozlišená lateralita je důležitá již od narození, protože podle ní se strukturují řečová centra v mozku. Tato řečová centra se u 97 % praváků nacházejí v levé hemisféře, u leváků se nezřídka (asi v 30 %) nacházejí v obou.[zdroj?] Důvodem může být neúměrně vysoký tlak společnosti na preferenci pravé ruky, protože řečové centrum koreluje s motorikou dominantní horní končetiny.

### Patologie vs. přirozenost
Z hlediska laterality rozlišujeme patologii a přirozenost především u levoruké menšiny lidí. Je tomu tak především proto, že vývoj dominance levé či pravé poloviny mozku začíná již v prenatálním období, kdy je dítě vůči různým patologickým změnám a vlivům nejnáchylnější. Je daleko pravděpodobnější, že když k těmto strukturálním změnám v prenatálu dojde a původně dominantní hemisféře bude ze široké škály důvodů zabráněno vyvíjet se nadále jako dominantní, bude se jednat právě o změnu z dominantní levé hemisféry, která ovládá pravou polovinu těla, na pravou hemisféru, která ovládá levou polovinu těla. Je tedy pravděpodobnější, že se narodí „patologický levák“ než „patologický pravák“ pokud vyjdeme z předpokladu, že i v prenatálním období je pravděpodobnost vývoje dominance levé poloviny mozku vyšší. To předpokládá dědičnou dispozici v genech, která nebyla prokázána.

### Přeučování leváků
V minulosti také často docházelo k tzv. přeučování leváků na nedominantní pravou ruku (v Československu byla tato snaha vymýcena v roce 1967). Snahy o přeučování se ukázaly víceméně jako škodlivé. Vyhraněný levák přeučování přirozeně odmítne, nevyhraněný levák se přeučí sám prostým odpozorováním již v předškolním věku. Faktem zůstává, že přeučování leváků na praváky představuje velký zásah do strukturalizace mozku dítěte. Vrozeně aktivní oblasti jsou totiž v důsledku přeučování utlumovány a naopak jsou aktivovány zatím nepřipravené oblasti v opačné hemisféře mozku. Obratnost takových dětí se tak často vyvíjí pomaleji (často i nedokonaleji), a bývá tím odstartován řetězec dalších změn především v důsledku toho, že v aktivnější, dominantnější hemisféře se hromadí energie, která není „vybita“ a která někdy vyvolává nečekaně výbušné a nežádoucí pohyby a akce. Tyto sekundární změny zasahují především další oblasti korové (řeč, slyšení a vidění) i mimokorové – zejména oblast citovou. Každá převýchova tedy znamená změnu osobnosti dítěte.
Na vrub této skutečnosti je třeba dodat, že může docházet ke specifickým poruchám čtení, psaní či řeči. Kam až takové přeučování může zajít, dokládá příklad anglického krále Jiřího VI., jehož otec v dětství nutil používat pouze pravou ruku dokonce i násilím. Za následek to mělo koktavost mladého prince, s níž se potýkal až do dospělosti. Tato skutečnost je vyobrazena ve filmu Králova řeč (2010). Je také třeba rozlišovat mezi tzv. patologickým a přirozeným levákem. Přirozený levák si nese svou levorukost geneticky, z rodiny (pravděpodobnost, že dítě bude levák, je ze strany levoruké matky 20 %, ze strany otce 16 %). Některé výzkumy hovoří o tom, že u leváků se častěji vyskytuje astma a mezi širokou veřejností se traduje, že leváci jsou náchylnější k nejrůznějším nehodám. Tento fakt je však přičítán tomu, že mnoho strojů, ať již v kuchyni či na zahradě, je přizpůsobeno pravoruké majoritě.

## Diagnostika laterality rukou
Pro diagnostiku laterality se v Česku nejčastěji používá modifikace Matějčkova testu. Výsledek je udáván jako tzv. kvocient pravorukosti (DQ-Dexterity Quocident).
Uvádí zde např. tyto úkoly:
1. Představ si, že navlékáš nit do jehly, označ ruku, kterou jsi držel nit.
2. Představ si, že smotáváš rozmotaný krejčovský metr, označ ruku, která motá (ne tu, která drží kotouček).
3. Představ si, že jednou rukou házíš tenisový míček do krabice, označ ruku, která hází.
4. Kterou rukou strkáš klíč do zámku?
5. Sáhni si na ucho a na nos – kterou rukou?
6. Spoj ruce tak, aby byly prsty zasunuty do sebe. Která ruka má palec nahoře?
7. Představ si, že chceš v jedné ruce rozmáčknout ořech. Ve které?
8. Zatleskej tak, aby jedna ruka byla nahoře a druhá dole. Označ horní ruku.
9. Naznač jednou rukou, jak vysoko dosáhneš. Která ruka to byla?
10. Podej sousedovi tužku. Jakou ruku jsi použil?

Tyto Matějíčkovy testy jsou bohužel ovlivněny skutečností, že většinu uvedených činností má člověk již v době testu naučenou. Lateralitu je mnohem vhodnější testovat na cvičeních, kdy se nepoužívá žádný nástroj nebo pomůcka. Tyto testy jsou mnohem věrohodnější, protože je cvičící dělá podle svého skutečného nastavení, nikoli podle toho, jak se je naučil. Tyto ROZDÍLOVÉ TESTY respektují nastavení mozkových hemisfér a jejich vypovídací schopnost je velmi vysoká. Jejich podstatou je to, že jsou provedeny oběma způsoby a sám cvičící hodnotí rozdíl. Provedení těchto testů vyžaduje dobrou zkušenost lektora. https://spravnalateralita.cz/cviky-na-zjisteni-laterality/